# ستاره دریایی تاج‌تیغی
ستاره دریایی تاج‌تیغی (نام علمی: Acanthaster planci) نام یک گونه از راسته آشکاراستخوانچه‌سانان است.